# Mercedes-Benz Citaro
O Mercedes-Benz Citaro (ou O-530) é um modelo de ônibus fabricado desde 1997 pela Mercedes-Benz, com a finalidade de substituir a série O-405 e O-405N. Disponível em versões de dois, três e quatro eixos, incluindo sua versão articulada, além de uma versão elétrica e uma versão movida à hidrogênio.
É fabricada em Mannheim, na Alemanha, em Ligny-en-Barrois, na França, e em Sámano, na Espanha. Desde 1997, mais de 40,000 unidades foram fabricadas.
O Citaro encontra-se em operação em muitas partes da Europa, além de operar em algumas partes do Oriente Médio, América Latina, Ásia e Oceania.

## Versões

### Modelos urbanos
- Citaro (dois eixos, 12 metros)
- Citaro K (dois eixos, 10,5 metros)
- Citaro L (três eixos, 15 metros)
- Citaro G (três eixos, articulado, 18 metros)
- Citaro GL "Capacity" (quatro eixos, articulado, 20 metros)
- Citaro "Capacity L" (quatro eixos, articulado, 21 metros)[4]
- Citaro LE (dois eixos, piso baixo, 12 metros)

### Modelos suburbanos/intermunicipais
- Citaro Ü (dois eixos, 12 metros)
- Citaro MÜ (dois eixos, 13 metros)
- Citaro LÜ (três eixos, 15 metros)
- Citaro GÜ (três eixos, 18 metros)
- Citaro LE Ü (dois eixos, piso baixo, 12 metros)
- Citaro LE MÜ (dois eixos, piso baixo, 13 metros)

### Versão movida à célula de hidrogênio
Mesmo que os Citaros habituais sejam movidos a diesel ou gás natural, existe também uma versão movida à células de hidrogênio, designada de Citaro BZ ou O530BZ. Aproximadamente 35 unidades dessa versão operam em diferentes cidades do mundo, a fim de testar a viabilidade dos ônibus movido a hidrogênio em diferentes circunstâncias operacionais, especialmente as condições climáticas.

### Versão elétrica-híbrida
A versão Citaro G BlueTec Hybrid é um ônibus elétrico-híbrido articulado, equipado com um motor a diesel Euro 4 OM-924LA compacto de 450 kg, de 4 cilindros, de 4,8 litros, e de 160 kW, que fornece energia para uma bateria de íons-lítio de 19,4 kWh e quatro motores de cubo de roda elétricos de 80 kW, localizados nos eixos central e traseiro. Contrasta com um motor a diesel de um ônibus convencional: 6 cilindros, 12 litros, e 1.000 kg. A bateria também é recarregada por frenagem regenerativa. Segunda a Mercedes-Benz, o consumo de combustível é 20% menor em contraste com os Citaros convencionais a diesel.

### Trolleybus
Em 2007, a transportadora SZKT, de Szeged, Hungria, converteu um Citaro convencional em trolleybus. A partir de abril de 2010, cinco Citaros já haviam sido convertidos.

### Ambulância
Em 2009, o Centro de Serviços de Ambulância em Dubai recebeu três Citaros convertidos e modificados para serem as maiores ambulâncias do mundo, conforme registrado no Guinness World Records.

## Modelos relacionados
- MAN Lion's City
- Marcopolo Gran Viale